# Pont-Hébert
Pont-Hébert település Franciaországban, Manche megyében. Lakosainak száma 1587 fő (2018. január 1.). Pont-Hébert Amigny, Cavigny, Le Dézert, Thèreval, Le Hommet-d’Arthenay, La Meauffe és Rampan községekkel határos.

## Népesség
A település népességének változása:
| Lakosok száma | 1746 | 1722 | 2256 | 1632 | 1587 |
|               | 2013 | 2015 | 2016 | 2017 | 2018 |